# Benham Bank

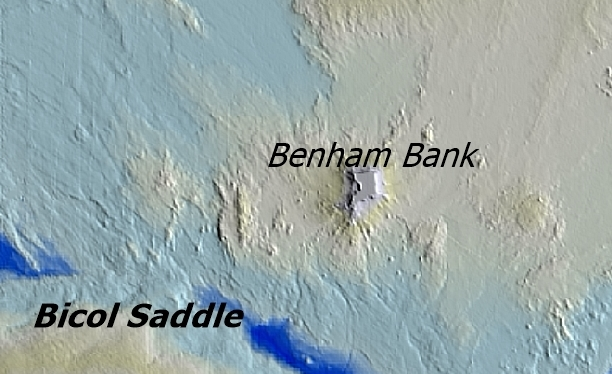
Benham Bank Namria

Benham Bank ist eine Meeresbank in der Philippinensee. Es ist der seichteste Punkt der Benham Rise, einer untermeerischen, erloschenen vulkanischen Formation im Hoheitsgebiet der Philippinen.

## Geologie
Mit einer Fläche von rund 170 km² bildet die Benham Bank nur etwa 1 % der Fläche der Benham Rise und den Gipfel eines größeren Ozeanischen Plateaus in einer Tiefe von 48 bis 70 m unter dem Meeresspiegel.

## Flora und Fauna
An der Benham Bank hat man mindestens 200 Fischarten ermittelt, unter anderem kommerziell bedeutende Fischarten wie den Nordpazifischen Blauflossen-Thunfisch (blue fin tuna, Thunnus orientalis). In der Halbdunkel-Zone (mesophotic zone, um 150 m unter dem Meeresspiegel) kommen viele Schwämme und Algen vor, wie zum Beispiel Halimeda-Makroalgen.

## Erforschung
Meeresforscher des Bureau of Fisheries and Aquatic Resources (BFAR) und der University of the Philippines (UP) führten 2014 und 2016 Untersuchungen durch mit dem staatlichen Schiff MV DA-BFAR, sowie mit ferngesteuerten Unterwasserfahrzeugen und Tauch-Videoaufzeichnungsgeräten von Oceana Philippines. 2016 wurde ein  Mesophotisches Korallenriff (Mesophotic Coral Ecosystem, MCE) entdeckt mit einer zu 100 % lebendigen Korallenbedeckung.

## Schutz
Lokale Umweltschutzgruppen fordern vom Department of Environment and Natural Resources der Philippinen, die Benham Bank als eine „no-take zone“ auszuweisen, um die Biodiversität dieses bedeutenden Habitats gesetzlich zu schützen.